# Cymothoe lutea
Cymothoe lutea är en fjärilsart som beskrevs av Schultze 1920. Cymothoe lutea ingår i släktet Cymothoe och familjen praktfjärilar. Inga underarter finns listade i Catalogue of Life.